# أمير حسين كريمي
أمير حسين كريمي (9 فبراير 1996 في إيران - ) هو لاعب كرة قدم إيراني في مركز الوسط. لعب مع نادي سباهان أصفهان ونادي غسترش فولاد.

## وصلات خارجية
- أمير حسين كريمي على موقع قاعدة بيانات كرة القدم.إي يو (الإنجليزية)
- أمير حسين كريمي على موقع Soccerway.com (الإنجليزية)